# Garelli
La Garelli è stata una casa motociclistica italiana fondata a Sesto San Giovanni, da Adalberto Garelli, nel 1919.

## Storia

### Origini
Nel 1912 Adalberto Garelli brevetta un motore a due tempi a cilindro sdoppiato. Questo motore, di 350 cm³ equipaggerà il motociclo prototipo denominato "350" con cui nel 1914 l'ingegner Adalberto per testarne l'affidabilità del motore si arrampicherà sul Moncenisio.

Pubblicità Garelli (1921)

Solo 5 anni più tardi presso Sesto San Giovanni avrà il battesimo ufficiale la Garelli Motociclette.
La prima motocicletta in produzione è la versione definitiva della precedente "350". Essa inizialmente sarà disponibile in due sole versioni: la "Normale da Turismo" e la "Raid Nord-Sud".
La "Raid Nord-Sud" commemorava l'impresa compiuta nel 1919 dal pilota Ettore Girardi che coprì la distanza, rilevante per l'epoca (considerando anche le condizioni delle strade italiane), di 840 km tra Milano e Napoli alla velocità media di 38 Km/h a bordo della 350.
Nel 1926 si ricorda l'ultima presenza della 350 in ambito sportivo. L'ultima edizione da competizione sviluppa 20 CV a 4500 giri/min e raggiunge i 130 km/h.
In seguito l'attività della Garelli in campo motociclistico si ridurrà progressivamente e dal 1928 la produzione riguarderà principalmente apparati per uso militare come motocompressori e generatori, a tal punto che nel 1936 la Garelli non risulterà più menzionata nell'elenco delle fabbriche italiane di motociclette.

### La ripresa del dopo guerra
Dopo la seconda guerra mondiale, l'azzeramento delle commesse militari e la grande necessità di mezzi di trasporto economici che affliggeva il paese spostò l'attenzione della stragrande maggioranza delle aziende precedentemente impegnate in ambito bellico alla produzione di piccoli motocicli. Così come la Piaggio presentò la Vespa e l'Innocenti la Lambretta, la Garelli tornò nel mondo delle due ruote nel 1953 con il Mosquito 38-A, un innovativo motore ausiliario da 38,5 cm³ destinato a equipaggiare le comuni biciclette.
Le peculiarità del Mosquito erano la semplicità ed economicità d'uso. Con 1 litro di benzina si percorrevano oltre 70 km alla velocità di 30 km/h.
In seguito verranno presentate altre versioni di Mosquito, di cilindrata maggiore come il Mosquito 38-B di 49 cm³ o per soluzioni tecniche più raffinate come il "centrimatic" una sorta di avo delle frizioni centrifughe in uso negli scooter moderni.
Nel 1956 la Garelli iniziò a vendere il propulsore in abbinamento a un proprio telaio, questo ciclomotore venne denominato "Mosquito 315". Questo modello fece da aprivia per realizzazioni più spinte che portarono a cilindrate nettamente maggiori: 70 cm³ e addirittura 100 cm³.

### La fusione con Agrati

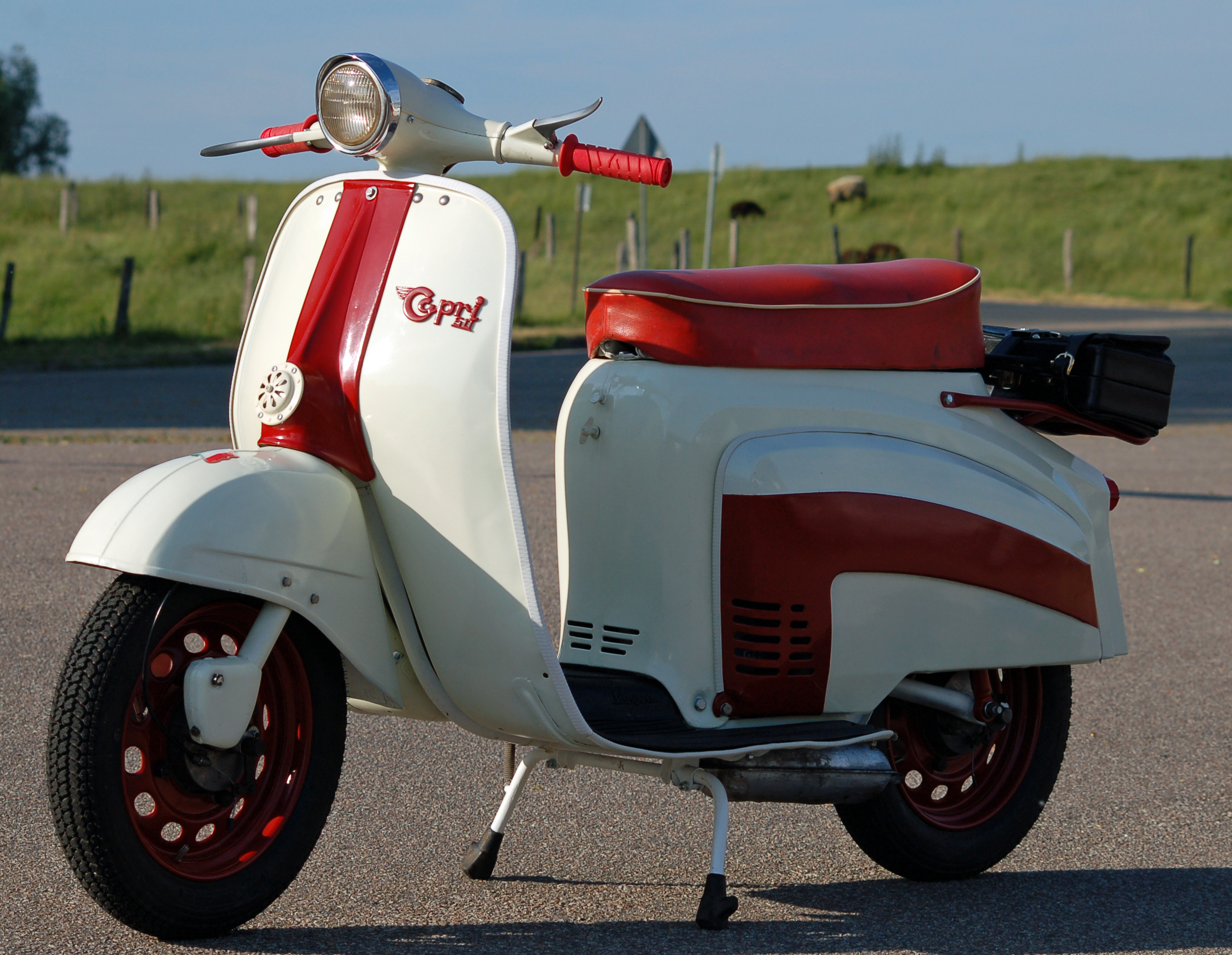
Agrati Capri 50 (1962-1968)

Nel 1961 la Garelli verrà acquisita dalla Agrati ditta che già produceva telai, assemblava ciclomotori per la Garelli ed aveva in produzione propri motoscooter "Capri" dal 1959, che utilizzava per alcune versioni motori Garelli (oltre che Minarelli e Sachs) col cilindro raffreddato ad aria forzata tramite ventola. I modelli Capri ed il contemporaneo Como (simile al Capri ma con ruote a raggi più alte) rimasero comunque in produzione negli stabilimenti di Cortenuova di Monticello Brianza fino al 1968 col solo marchio Agrati.
Negli anni sessanta nasce il modello "M" (come Mosquito) che poi si trasformerà nel 1969 nel famoso e diffusissimo "Gulp", disponibile nelle versioni Flex (monomarcia), Matic (due marce automatiche), e 3V (tre marce manuali con comando al manubrio). Il motore, a cilindro verticale, ha la particolarità di avere una frizione automatica (nei modelli Flex e Matic) costituita da un tampone in gomma in bagno d'olio che accelerando si espande ed innesta la marcia. Questo sistema rendeva la marcia particolarmente dolce e priva di strappi. Il telaio di questo ciclomotore era costituito da tubi d'acciaio, per questo era famoso per la proverbiale robustezza anche contro la ruggine.
Negli anni settanta nasce uno storico Tubone, il Ciclone, da cui derivarono i futuri Formuno, Superciclone e Urka. Altri modelli di successo nati negli anni Settanta sono il Katia (1973), il Vip (1978) e il Noi (1979).
Negli anni ottanta i motocicli Garelli vengono dotati di gruppi termici della Minarelli a cilindro orizzontale. In questi anni l'azienda ottiene notevoli successi nel motomondiale.

### Fusione con Fantic Motor
Alla fine degli anni '80, la Garelli si fonde con la Fantic Motor, anch'essa in grave crisi finanziaria, dando vita al Gruppo FM (acronimo di Fabbrica Motocicli) che chiuderà i battenti nel 1993.
Nel 1992 gli ultimi modelli prodotti prima del fallimento sono stati i due ciclomotori "Gary Uno" e "Gary Due".

### La Nuova Garelli
A cavallo tra gli anni novanta e il primo lustro del nuovo millennio il marchio Garelli è stato utilizzato per commercializzare in Italia ciclomotori e scooter di varia produzione asiatica, per poi essere acquisito nel 2006 dalla Finsec srl, società controllata dalla holding di Paolo Berlusconi che fonda la Nuova Garelli S.p.A., con lo scopo di commercializzare in Europa scooter di progettazione italiana e produzione cinese.
Per alcuni anni sono stati in vendita con il logo Garelli gli scooter Ciclone, Vip e Capri tutti prodotti in Cina a Jiangmen dalla Baotian Motorcycle Company.
Dal 21 maggio 2007 la Garelli è diventata fornitore ufficiale del Milan.
In conseguenza del forte calo di vendite nel settore ciclomotori e scooter di piccola cilindrata, la Nuova Garelli cercò uno sbocco nel mercato delle cilindrate maggiori, proponendosi per l'acquisto della fallita Moto Morini. Tuttavia, dopo settimane di trattative infruttuose, la Nuova Garelli ritirò la propria offerta il 14 giugno 2010; contemporaneamente rilasciò un duro comunicato stampa in cui si motivava il ritiro a fronte del comportamento di ostilità o disinteresse tenuto, a suo dire, dall'assessore alle attività produttive della Provincia di Bologna.

### Epilogo e chiusura
Dopo oltre cinque anni di fallimentare gestione, costantemente in perdita, nel giugno 2011 Paolo Berlusconi ha ceduto il pacchetto di maggioranza della Nuova Garelli SpA alla società d'investimento abruzzese Ab Capital. L'anno successivo la società è stata dapprima messa in liquidazione e in seguito la Nuova Garelli Srl, ultima azienda a portare quel nome, è stata ammessa alla procedura del concordato preventivo.

### Garelli, il ritorno in elettrico
Nel 2018 gli aventi diritto siglano un accordo con un'azienda di San Marino per il contratto d'affitto del marchio. Lo stesso anno, all'EICMA, viene presentato un nuovo Ciclone, moto 100% elettrica.

## Le competizioni
La Garelli è stata tra le maggiori protagoniste delle competizioni nazionali e internazionali dell'epoca pionieristica. Dopo una lunga assenza è ritornata alle gare, negli anni ottanta, impegnandosi con successo al motomondiale, dove ha conquistato 51 Gran premi e 5 titoli iridati costruttori, 1 nella Classe 50 nel motomondiale 1983 con la Garelli 50 GP e quattro nella Classe 125 con la Garelli 125 GP. Si impegnò anche in 250 con una bicilindrica a V.

## Albo d'oro della Garelli

Fausto Gresini su Garelli 50cc a Imola nel 1982

### Motomondiale
Motomondiale 1982
- Campionato Conduttori - Classe 125 - Ángel Nieto
- Titolo Costruttori - Classe 125

Motomondiale 1983
- Campionato Conduttori - Classe 125 - Ángel Nieto
- Titolo Costruttori - Classe 50

Motomondiale 1984
- Campionato Conduttori - Classe 125 - Ángel Nieto
- Titolo Costruttori - Classe 125

Motomondiale 1985
- Campionato Conduttori - Classe 125 - Fausto Gresini

Motomondiale 1986
- Campionato Conduttori - Classe 125 - Luca Cadalora
- Titolo Costruttori - Classe 125

Motomondiale 1987
- Campionato Conduttori - Classe 125 - Fausto Gresini
- Titolo Costruttori - Classe 125

### Campionato Italiano Velocità
Campionato Italiano Velocità 1923
- Classe 350 - Achille Varzi

Campionato Italiano Velocità 1985
- Classe 125 - Ezio Gianola

Campionato Italiano Velocità 1986
- Classe 125 - Luca Cadalora

Campionato Italiano Velocità 1987
- Classe 250 - Maurizio Vitali

Campionato Italiano Velocità 1988
- Classe 125 - Emilio Cuppini

## Galleria d'immagini

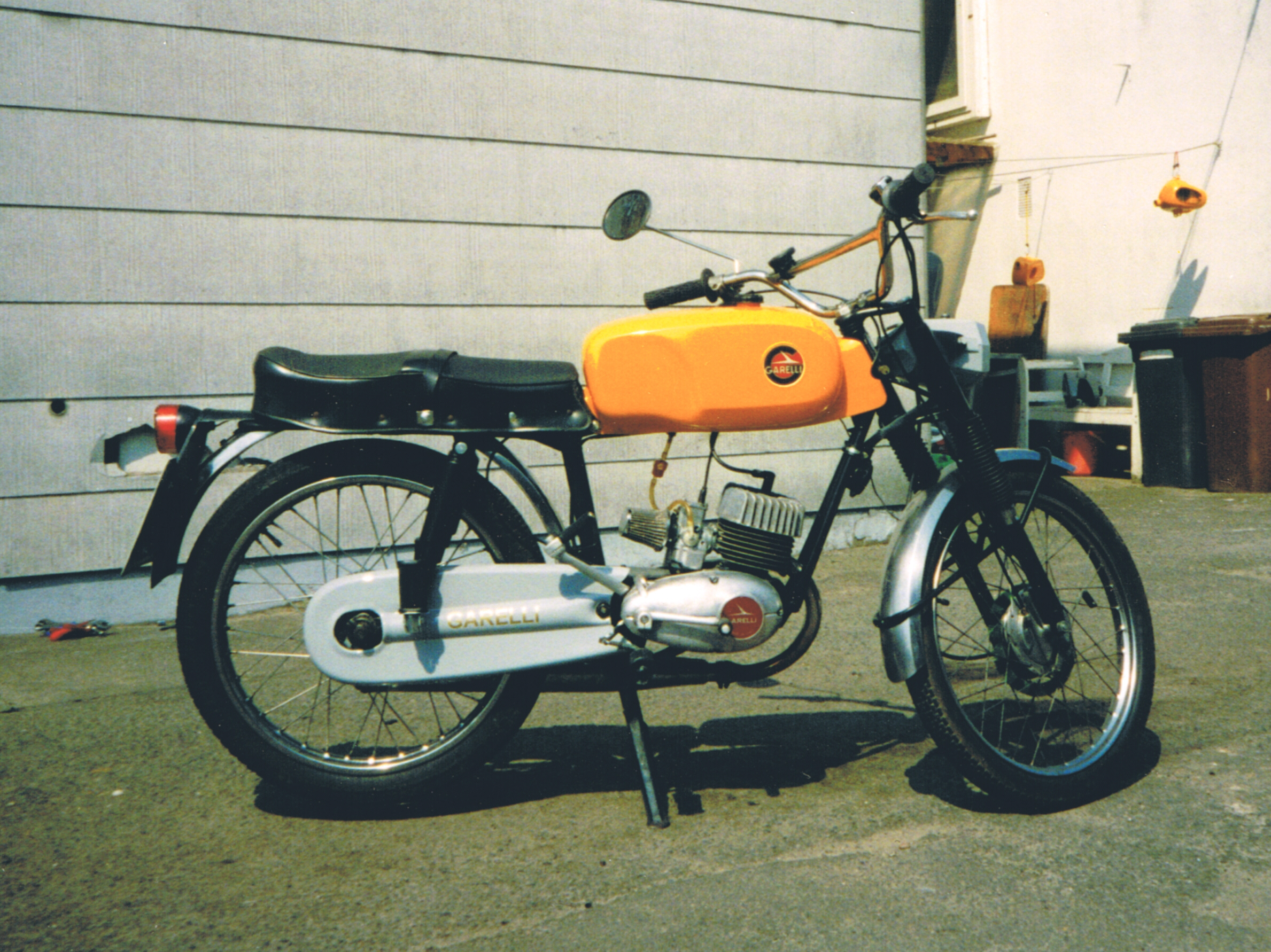
Garelli Junior Cross del 1967
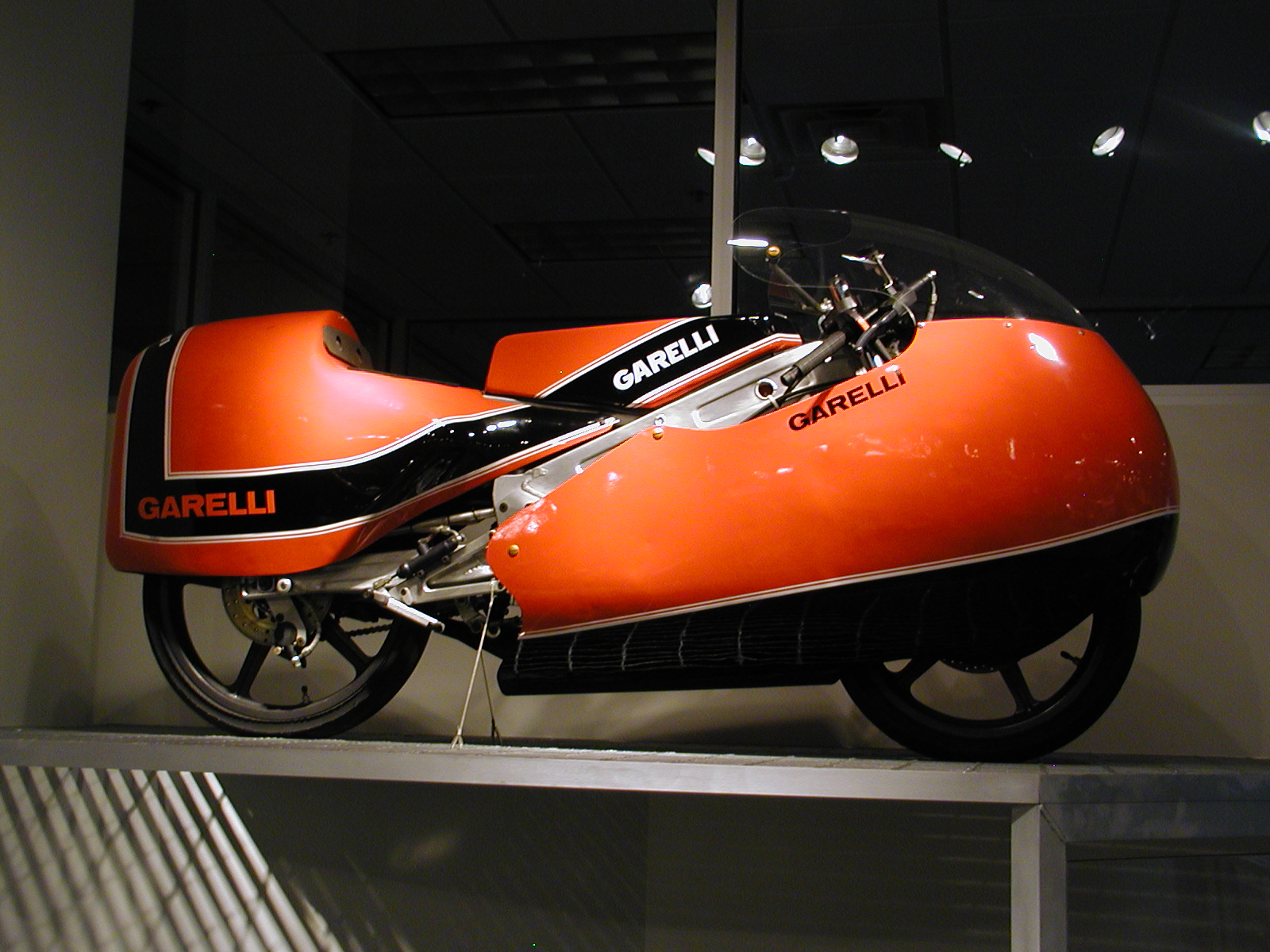
Garelli da gara conservata al Barber Vintage Motorsports Museum
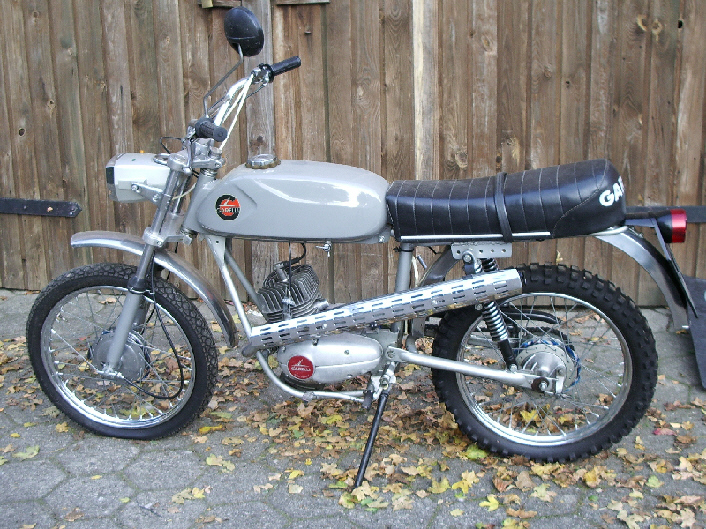
Garelli Cross del 1968
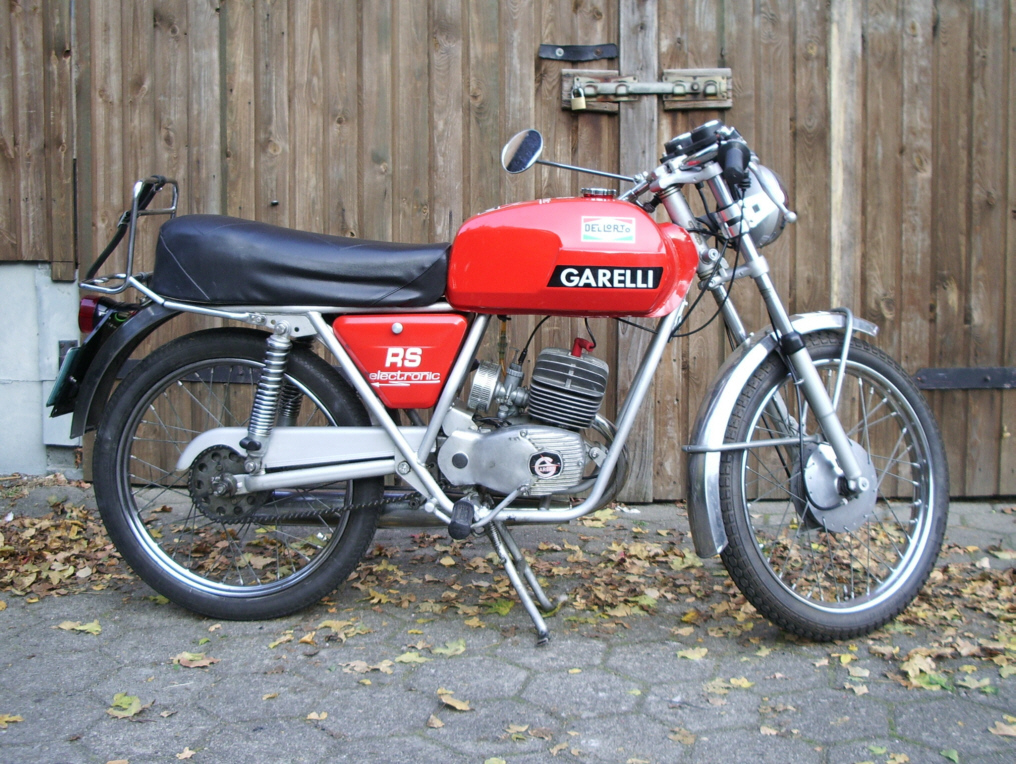
Garelli Rekord del 1973
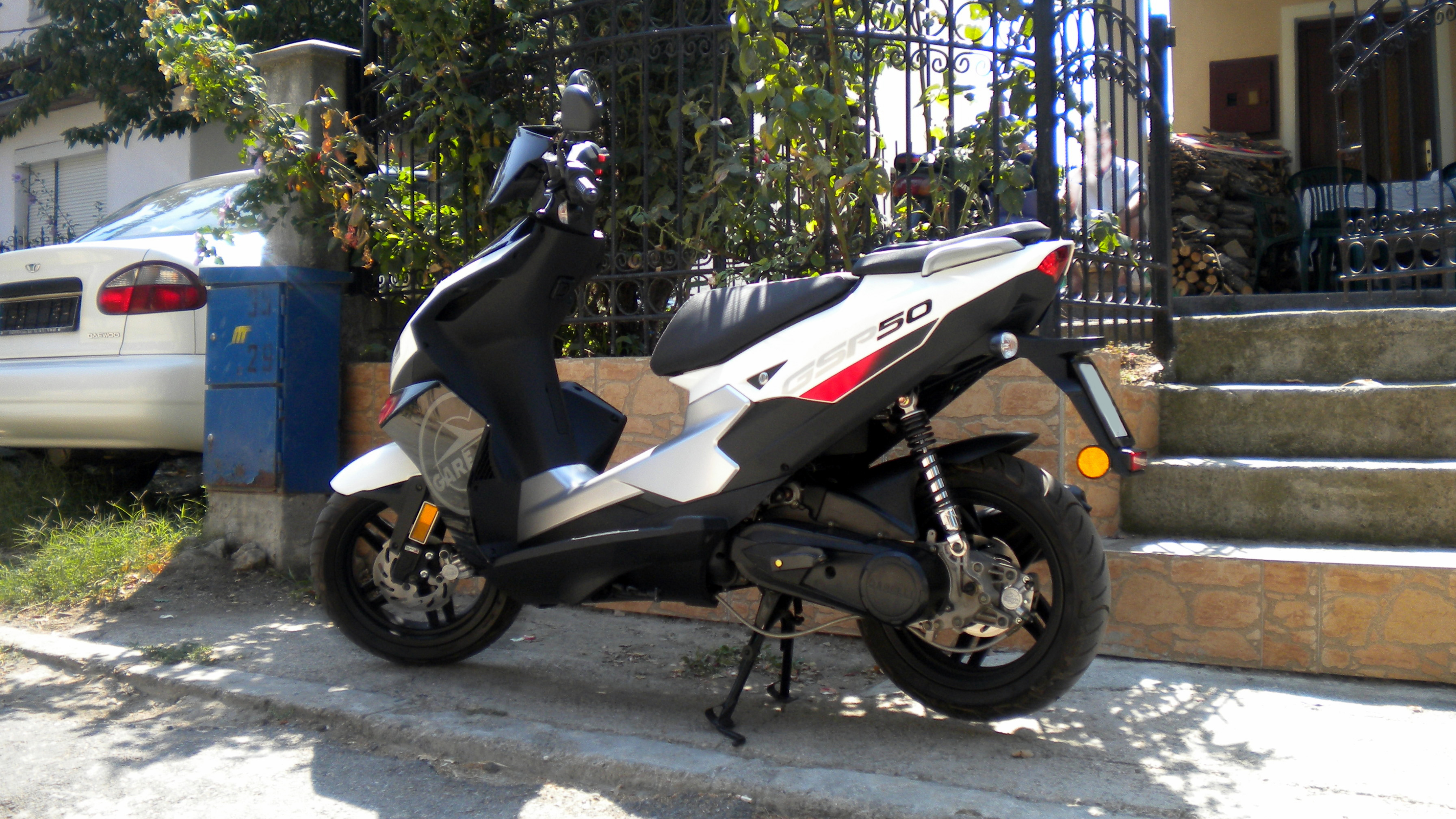
Garelli GSP 50cc